# Sunpingzhen (ort i Kina, Shaanxi, lat 32,97, long 107,42)
Sunpingzhen är en ort i Kina. Den ligger i provinsen Shaanxi, i den nordvästra delen av landet, omkring 200 kilometer sydväst om provinshuvudstaden Xi'an. Antalet invånare är 7 574. Befolkningen består av 3 732 kvinnor och 3 842 män. Barn under 15 år utgör 15,0 %, vuxna 15-64 år 73 %, och äldre över 65 år 10,0 %.
Runt Sunpingzhen är det ganska tätbefolkat, med 96 invånare per kvadratkilometer. Närmaste större samhälle är Shahezhen, 8,4 km öster om Sunpingzhen. I omgivningarna runt Sunpingzhen växer i huvudsak blandskog.
Genomsnittlig årsnederbörd är 1 295 millimeter. Den regnigaste månaden är september, med i genomsnitt 282 mm nederbörd, och den torraste är december, med 3 mm nederbörd.